# Ray Bronson
Ray Bronson es un personaje ficticio de la película Sé lo que hicisteis el último verano y Aún sé lo que hicisteis el último verano. El actor estadounidense Freddie Prinze, Jr. interpretó a Ray Bronson.

## Apariciones
- Sé lo que hicisteis el último verano

Ray Bronson es un adolescente que en la noche del 4 de julio mata accidentalmente a un hombre junto a sus amigos. Entre los cuatro pactan que se llevarán el secreto a la tumba. Al año siguiente, su novia Julie recibe una nota amenazadora en la que pone:Sé lo que hicisteis el último verano. A raíz de esa nota uno a uno, a sus amigos y a él les ocurren cosas extrañas. Al final de la película, Ray salva a Julie y le corta la mano al asesino.
- Aún sé lo que hicisteis el último verano

Ha pasado un año desde los hechos acontecidos el 4 de julio y Ray trabaja como pescador en Southport. Ray y Julie tienen una discusión acerca de las muertes del año pasado. Julie gana un concurso e invita a Ray. Cuando este acude adonde Julie con una amigo, el asesino le engaña haciéndole creer que ha atropellado a un hombre y se baja a comprobar qu está bien pero descubre que solo es un muñeco y entonces el asesino mata a su amigo y lo atropella a él. Ray despierta en el hospital. Viaja hacia donde está Julie justo a tiempo de salvarla y asesinar a los asesinos. La película termina con él en el baño cuando la puerta se cierra y aparece el pescador arrastrando a Julie bajo la cama.
- Datos: Q5390733